# Francisco Marquínez
Francisco Marquínez y López de Alda (Vitoria, enero de 1893-Madrid, 13 de diciembre de 1933) fue un periodista español de adscripción tradicionalista.

## Biografía
Era hijo de Domingo Marquínez y Martínez de Antoñana y de Catalina López de Alda y Alaiza.
Siendo aún estudiante, fue redactor jefe del diario jaimista El Eco de Álava, en el que se destacó por su defensa de la moral y sus ataques al vicio de los juegos de azar. Por sus campañas logró la dimisión del presidente de la Diputación de Álava, Benito Yera, que estaba enfrentado a algunos ayuntamientos de la provincia. En 1915 Marquínez llegaría a ser encarcelado durante unos días por publicar un artículo censurando la conducta del gobernador civil, Fernando González Regueral. Domingo Cirici Ventalló lo citaría al año siguiente como uno de los periodistas carlistas más notables.
Posteriormente fue director en Vitoria de Heraldo Alavés hasta 1930, año en que pasó a dirigir en Pamplona El Pensamiento Navarro. En noviembre de 1933 fue sustituido al frente de este diario por Francisco López Sanz, y se trasladó a Madrid, donde siguió dedicándose a sus actividades periodísticas, pero falleció poco después de manera casi repentina.